# Skeid Fotball
Lo Skeid Fotball, meglio noto come Skeid è una società calcistica norvegese con sede nella capitale Oslo. Milita in 1. divisjon, seconda serie del campionato norvegese di calcio.
Fondato il 1º gennaio del 1915 come Skeid FK Kristiania, assunse la denominazione attuale nel 1925. Fu tra i maggiori club norvegesi tra gli anni quaranta e l'inizio degli anni sessanta, tanto da conquistare la vittoria di un campionato, nella stagione 1966, e ben 8 Coppe di Norvegia (1947, 1954, 1955, 1956, 1958, 1963, 1965, 1974).
Attualmente, il suo settore giovanile, è uno dei più apprezzati del paese.
Il Bislett Stadion, che ospita le partite interne, ha una capacità di 15 400 spettatori.

## Storia
Lo Skeid vinse l'Eliteserien 1966 con 1 punto di vantaggio sul Fredrikstad.
Nel 2024 la squadra è riuscita a vincere il proprio girone di 2. divisjon venendo promossi in 1. divisjon.

## Palmarès

### Competizioni nazionali
- Campionato norvegese: 1

1966
- Coppa di Norvegia: 8

1947, 1954, 1955, 1956, 1958, 1963, 1965, 1974
- 2. divisjon: 3

2006 (gruppo 2), 2008 (gruppo 2), 2024 (gruppo 2)
- 3. divisjon: 1

2013 (gruppo 1)

### Competizioni giovanili
- Norgesmesterskapet G19: 5

1953, 1962, 1969, 1998, 1999

### Altri piazzamenti
- Campionato norvegese:

Secondo posto: 1938-1939, 1952-1953, 1953-1954, 1957-1958, 1967
Terzo posto: 1963
- Coppa di Norvegia:

Finalista: 1939, 1940, 1949
Semifinalista: 2003
- 1. divisjon:

Secondo posto: 1998
- 2. divisjon:

Secondo posto: 2011 (gruppo 4), 2016 (gruppo 1), 2020 (gruppo 1)
Terzo posto: 2010 (gruppo 2)